# Campeonato Baiano 2000
In 2000 werd het 96ste Campeonato Baiano gespeeld voor voetbalclubs uit de Braziliaanse staat Bahia. De competitie werd gespeeld van 11 maart tot 2 juli en werd georganiseerd door de FBF. Vitória werd kampioen.

## Eerste toernooi

### Eerste fase
| Plaats | Club                   | Wed. | W | G | V | Saldo | Ptn. |
| ------ | ---------------------- | ---- | - | - | - | ----- | ---- |
| 1.     | Vitória                | 9    | 6 | 2 | 1 | 15:5  | 20   |
| 2.     | Juazeiro               | 9    | 5 | 3 | 1 | 10:6  | 18   |
| 3.     | Bahia                  | 9    | 5 | 2 | 2 | 16:7  | 17   |
| 4.     | Poções                 | 9    | 4 | 2 | 3 | 15:16 | 14   |
| 5.     | Camaçari               | 9    | 4 | 1 | 4 | 14:15 | 13   |
| 6.     | Cruzeiro               | 9    | 3 | 3 | 3 | 11:13 | 12   |
| 7.     | Fluminense de Feira    | 9    | 3 | 1 | 5 | 13:16 | 10   |
| 8.     | Atlético de Alagoinhas | 9    | 2 | 1 | 6 | 5:11  | 7    |
| 9.     | Colo Colo              | 9    | 2 | 1 | 6 | 7:14  | 7    |
| 10.    | Conquista              | 9    | 0 | 6 | 3 | 7:10  | 6    |

|  | Geplaatst voor tweede fase |

### Tweede fase
In geval van gelijkspel wint Vitória wegens betere prestatie in de competitie.
| Team #1  | Tot.  | Team #2 | 1ste wed | 2de wed |
| -------- | ----- | ------- | -------- | ------- |
| Juazeiro | 2 - 2 | Vitória | 2 - 0    | 0 - 2   |

## Tweede toernooi

### Eerste fase
| Plaats | Club                   | Wed. | W | G | V | Saldo | Ptn. |
| ------ | ---------------------- | ---- | - | - | - | ----- | ---- |
| 1.     | Bahia                  | 9    | 8 | 0 | 1 | 28:6  | 24   |
| 2.     | Vitória                | 9    | 6 | 1 | 2 | 18:9  | 19   |
| 3.     | Camaçari               | 9    | 5 | 1 | 3 | 14:10 | 16   |
| 4.     | Cruzeiro               | 9    | 5 | 1 | 3 | 19:17 | 16   |
| 5.     | Poções                 | 9    | 4 | 1 | 4 | 21:20 | 13   |
| 6.     | Juazeiro               | 9    | 4 | 1 | 4 | 15:15 | 13   |
| 7.     | Colo Colo              | 9    | 2 | 4 | 3 | 7:11  | 10   |
| 8.     | Fluminense de Feira    | 9    | 2 | 3 | 4 | 7:13  | 9    |
| 9.     | Atlético de Alagoinhas | 9    | 2 | 1 | 6 | 7:15  | 7    |
| 10.    | Conquista              | 9    | 0 | 1 | 8 | 3:25  | 1    |

|  | Geplaatst voor tweede fase |

### Tweede fase
| Team #1 | Tot.  | Team #2 | 1ste wed | 2de wed |
| ------- | ----- | ------- | -------- | ------- |
| Vitória | 2 - 4 | Bahia   | 2 - 1    | 0 - 3   |

## Finale
|              |       |       |         |  |
| 25 juni Heen | Bahia | 1 – 1 | Vitória |  |
| 25 juni Heen |       |       |         |  |

|              |         |       |       |  |
| 2 juli Terug | Vitória | 3 – 1 | Bahia |  |
| 2 juli Terug |         |       |       |  |

### Kampioen
| Campeonato Baiano de 2000 |
| ------------------------- |
| VITÓRIA 18º Titel         |